# یخدان رهن
یخدان رهن مربوط به دوره قاجار است و در شهرستان گناباد، بخش مرکزی، روستای رهن واقع شده و این اثر در تاریخ ۱۹ مرداد ۱۳۸۴ با شمارهٔ ثبت ۱۲۹۱۳ به‌عنوان یکی از آثار ملی ایران به ثبت رسیده است.